# Радзивилловская летопись
Радзиви́лловская ле́топись (часто, в том числе в изданиях 1989 и 1994 годов, с одним л — Радзивиловская), или Кёнигсбе́ргская летопись — летописный памятник предположительно начала XIII века, сохранившийся в двух списках XV века — собственно Радзивилловском, иллюстрированном многочисленными миниатюрами, и Московско-Академическом. Представляет собой «Повесть временных лет», продолженную погодовы́ми записями до 1206 года.

## Радзивилловский (Кёнигсбергский) список
Название Радзивилловского списка происходит от имени полководца Великого княжества Литовского, виленского воеводы Януша Радзивилла, владевшего списком в XVII веке. В 1671 году один из наследников воеводы, князь Богуслав, подарил список библиотеке Кёнигсбергского университета.
В 1697 году, во время визита Петра I в Восточную Пруссию, список показывают царю. Он немедленно приказывает сделать копию списка — этот экземпляр известен под названием «Кёнигсбергского списка», с 1728 года он хранится в Библиотеке Петербургской академии наук.
В 1758 году Петербургская академия наук, при личной поддержке великой княгини Екатерины Алексеевны (будущей императрицы Екатерины II), просит прислать в Петербург оригинал Радзивилловского списка — для сверки копии с оригиналом, перед готовящейся в России печатью летописи. Радзивилловский список в Россию присылают, но назад его не вернули, вместо этого в 1761 году его также передали в коллекцию библиотеки Петербургской академии наук.
Встречается также версия, согласно которой Радзивилловский список попал в Россию в ходе Семилетней войны в качестве трофея.
Место создания списка точно не установлено, но существует мнение, что по происхождению данный памятник относится к западнорусским, возможно, что рукопись написана в Смоленске. По мнению Алексея Толочко, данная летопись не могла быть создана в Смоленске или в Северо-Восточной Руси (поскольку, например, в тексте город Владимир-на-Клязьме упоминается как «Владимир Московский»), а создана, скорее всего, на Волыни.

### Миниатюры

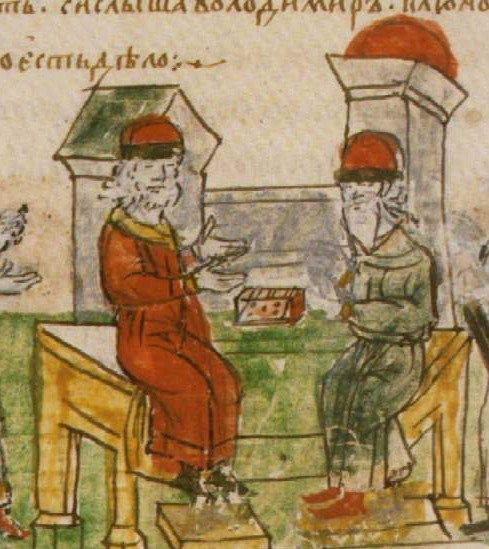
Беседа Владимира Святославича с греческим философом о христианстве. Радзивилловская летопись, л. 49 об.

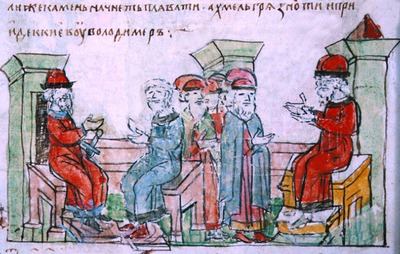
Совет князя Владимира с Добрыней. Заключение Владимиром мира с волжскими булгарами в 985 (или 986) году. Радзивилловская летопись

Наибольший интерес представляют раскрашенные миниатюры (всего их 617), которыми иллюстрирован Радзивилловский список. Это один из трёх сохранившихся древнерусских иллюстрированных списков летописей. Два другие — Хроника Георгия Амартола в Тверском списке XIV века (перевод византийского хронографа, собственно русской летописью не является) и многотомный Лицевой свод XVI века.
Судя по тому, что в Московско-Академическом списке в ряде случаев переписчиком по недосмотру пропущен текст, находящийся в Радзивилловском списке между миниатюрами, иллюстрирован был общий протограф обоих списков. (Ранее выдвигалась гипотеза, согласно которой Московско-Академический список просто является копией с Радзивилловского, ныне она оставлена).
Таким образом, иллюстрации XV века являются копией с более ранних — как предполагают некоторые исследователи, оригинальные миниатюры могли относиться даже к XI веку.
Миниатюры Радзивилловской летописи, несмотря на схематизированный стиль, дают представление о быте, строительстве, военном деле средневековой Руси. Их называют «окнами в исчезнувший мир». Сюжеты миниатюр многообразны: батальные сцены, крестьянские восстания, народные праздники, бытовые сцены, конкретные исторические эпизоды («Битва на Немиге», «Пленение князя Всеслава Полоцкого»).
Подробному рассмотрению миниатюр Радзивилловской летописи посвящена одна из глав фундаментальной работы А. В. Арциховского.

## Московско-Академический список
Полное название Московско-Академического списка, второй важнейшей копии Радзивилловской летописи — «Рукопись Московской Духовной Академии». На первом листе помечено «Живоначальныя Троицы» (отсюда название Троицкая летопись; не путать с погибшей в 1812 году Троицкой летописью), на последнем же листе начертано «Сергиева монастыря». До 1206 года этот список даёт тот же текст, что и Радзивилловский, практически без значительных разночтений, далее же повествование продолжается в другом стиле и тоне, доводя это повествование до 1419 года весьма самостоятельно, не повторяя оригинальной части Лаврентьевской летописи: наоборот, имеются многочисленные отличия (добавления, иные формулировки и т. д.), свидетельствующие о систематической редакционной правке предшествующего текста.

## Текстология
На основании этих разночтений А. А. Шахматов и М. Д. Присёлков пришли к выводу, что в основе Лаврентьевской летописи лежал Владимирский свод XII века, где текст летописания предшествующего времени не подвергся ещё особенно значительным и тенденциозным переделкам, а в основе Переяславского свода 1214—1216 года — источника Радзивилловской летописи — лежал Владимирский свод начала XIII века, прославлявший Всеволода Большое Гнездо и составленный при его сыновьях Юрии и Ярославе.
По мнению А. А. Шахматова, Радзивилловская летопись восходит к летописному своду Переяславля Суздальского, составленному в 1214—1216 годах.
Впервые текст Радзивиловской летописи был опубликован в Петербурге в 1767 году, это было одним из первых печатных изданий летописей. Публикация 1767 года (в её подготовке участвовали Г. Тауберт и И. Барков) делалась по копии, содержит много неточностей и вставок, в том числе сомнительных известий из «Истории Российской» В. Н. Татищева.
В 1902 году появилось фототипическое (чёрно-белое) издание летописи. Научное издание текста летописи, начатое М. Д. Присёлковым и завершённое через полвека после его смерти, было осуществлено лишь в 1989 году.

## Издания
- Радзивилловская, или Кенигсбергская, летопись. — СПб., 1902. I. Фотомеханическое воспроизведение рукописи. II. Статьи о тексте и миниатюрах рукописи.
- Радзивилловская летопись // ПСРЛ. — 1989. т. 38.
- Радзивиловская летопись: Текст. Исследование. Описание миниатюр / Отв. ред. М. В. Кукушкина. СПб.: Глагол; М.: Искусство, 1994. Кн. 1-2. (в Кн. 1 — полное факсимильное цветное воспроизведение памятника, в Кн. 2 — полная транскрипция текста, статьи Г. М. Прохорова и Б. А. Рыбакова, искусствоведческое описание всех миниатюр).